# Фодоа д’Авертон, Жан-Франсуа де
Жан-Франсуа де Фодоа д'Авертон (фр. Jean-François de Faudoas d'Averton; ум. 15 августа 1609), граф де Белен, сеньор части Серийяка — французский государственный и военный деятель, губернатор Ама, Парижа и Кале, рыцарь орденов короля.

## Биография
Пятый сын Оливье де Фодоа, сеньора де Ла-Мот, и Маргерит де Серийяк.
В юности воспитывался у маршала Монлюка, своего двоюродного дяди по матери, «на бретонский манер», с особенным упором на военные упражнения.
Штатный дворянин Палаты короля (1580), кампмейстер старых пикардийских отрядов (1582).
Одним из первых принес клятву при создании Католической лиги. Был взят в плен в битве при Арке. По словам герцога Сюлли, Генрих IV, к которому его привели, вышел навстречу и обнял графа.
После обмена герцог Майенский назначил Авертона губернатором Парижа, но в январе 1594 отказал ему в доверии, подозревая в намерении покинуть сторону Лиги и перейти к королю, принявшему католицизм. Парижский парламент пытался помешать губернатору сложить полномочия и покинуть город, но герцог это постановление не поддержал, и Авертон отправился к Генриху, который оказал графу достойный прием.
Сопровождал короля при вступлении в Париж 22 марта 1594.
В 1596 году был послан на помощь Кале, а затем, вместе с кузеном Блезом де Монлюком, внуком маршала, в Ардр, осажденный испанцами. По утверждению де Ту, граф де Белен из трусости сдал город противнику, и король поручил маршалу Лашатру и рекетмейстеру Шарлю Тюркену провести расследование, но, несмотря на согласные показания высших офицеров, капитанов и даже солдат, Жан-Франсуа был оправдан, благодаря проискам некоторых придворных и влиятельных женщин.
Другие авторы, современники де Ту, в том числе Пьер Матье, Кайе, Легрен, указывают, что обороной Ардра руководил губернатор, поставленный еще при Генрихе III, а Кайе пишет, что этот губернатор сдал город, поскольку больше опасался посланцев короля, чем испанцев.
Во всяком случае, Генрих IV не потерял доверия к графу. 2 января 1599 в церкви августинцев в Париже он возложил на него цепь ордена Святого Духа (орден Святого Михаила Авертон, по-видимому, уже имел), и в том же году назначил, вместо маркиза Пизани, воспитателем Анри де Бурбона, принца Конде, первого принца крови, считавшегося наследником престола до появления у короля законного сына.

## Семья
1-я жена (24.07.1578): Франсуаза де Ла-Бретоньер, дама де Варти, дочь Жоашена де Ла-Бретоньера, сеньора де Варти-ле-Клермон в Бовуа, виконта де Сернель, и Мадлен де Сюз, вдова Гальо де Крюссоля, сеньора де Бодине
Дочь:
- Луиза (ум. 1617). Муж (контракт 15.04.1595): Клод де Грюэль (ум. 1615), сеньор де Ла-Фретт. Принесла в приданое владения матери

2-я жена (14.08.1582): Рене д'Авертон (10.1545—10.03.1603), дама де Белен и Милли-ан-Гатине, придворная дама королевы Луизы Лотарингской, дочь Пайена д'Авертона, сеньора де Белен, и Анны де Майе де Латур-Ландри, вдова Жака д'Юмьера, маркиза д'Анкр. Поставила мужу условием принятие ее имени и герба. От нее он получил графство Белен
Дети:
- Франсуа (1583—23.09.1638), граф де Белен, известный театральный меценат. Жена (18.03.1602): Катрин де Томассен (ум. 4.09.1626), дочь Рене Томассена, сеньора де Монмартена и Корба, прево торговцев Лиона, великого магистра вод и лесов Дофине, и Жанны де Водетар
- Мадлен де Фодоа-Авертон. Муж (9.06.1603): Луи де Ламет, сеньор де Пиньон, виконт Лана в Пикардии, бальи и губернатор Куси
- Франсуаза де Фодоа-Авертон (ок. 1592—3.01.1655). Муж (1610): Франсуа Ваклен (1652—1627), сеньор де Саси, барон де Базош в Нормандии, королевский советник, бальи Аржантона, депутат Генеральных штатов 1614. Овдовев в 35 лет, удалилась в бенедиктинское аббатство Винья